# 제임스 메이

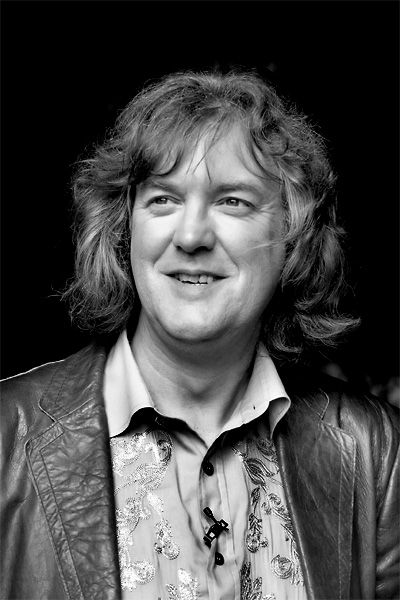
제임스 메이

제임스 대니얼 메이(James Daniel May, 1963년 1월 16일 ~ )는 잉글랜드의 텔레비전 진행자이다. 2002년부터 BBC의 《탑 기어》의 진행을 맡고 있다.